# Musée d'Art de Dallas
Le musée d'Art de Dallas (en anglais : Dallas Museum of Art) est la principale institution culturelle de Dallas. C’est en 1984, soit 80 ans après sa création, que le musée déménagea de Fair Park pour s’installer au centre de Dallas. Le bâtiment qui abrite aujourd’hui la collection fut imaginé et créé par Edward Larrabee Barnes, vainqueur en 2007 de la médaille d’or de l’AIA (American Institute of Architects).
Le musée de Dallas détient une collection de plus de 24 000 œuvres d’art, du IIIe millénaire av. J.-C. à l’époque contemporaine. Outre de nombreuses expositions, le musée de Dallas a à cœur de développer une politique de médiation ambitieuse, pour laquelle il a été de nombreuses fois récompensé.

## Historique
L’histoire du musée de Dallas commence avec celle de la Librairie publique de Dallas (Dallas Public Library), en 1901. À la suite de l’inauguration du bâtiment, Frank Reaugh, artiste texan, suggéra la création d’une salle d’exposition de peintures au sein de la nouvelle bibliothèque. Deux ans plus tard, Mary Dickinson Exall, présidente de la bibliothèque, crée la Dallas Art Association avec comme ambition de réunir une collection permanente et d’offrir aux esthètes de Dallas des conférences et des expositions de qualité.
Le musée déménage à plusieurs reprises à mesure que sa collection s’agrandissait. Ce n’est qu’en 1936, à l’occasion du centenaire de l’indépendance de l’État du Texas, que Dallas put offrir à ses peintures une résidence pérenne, au cœur de Fair Park. Le bâtiment fut conçu par un consortium d’architectes de Dallas et avec les conseils de Paul Cret, architecte de Philadelphie. Il est aujourd’hui toujours possible de visiter ce bâtiment.

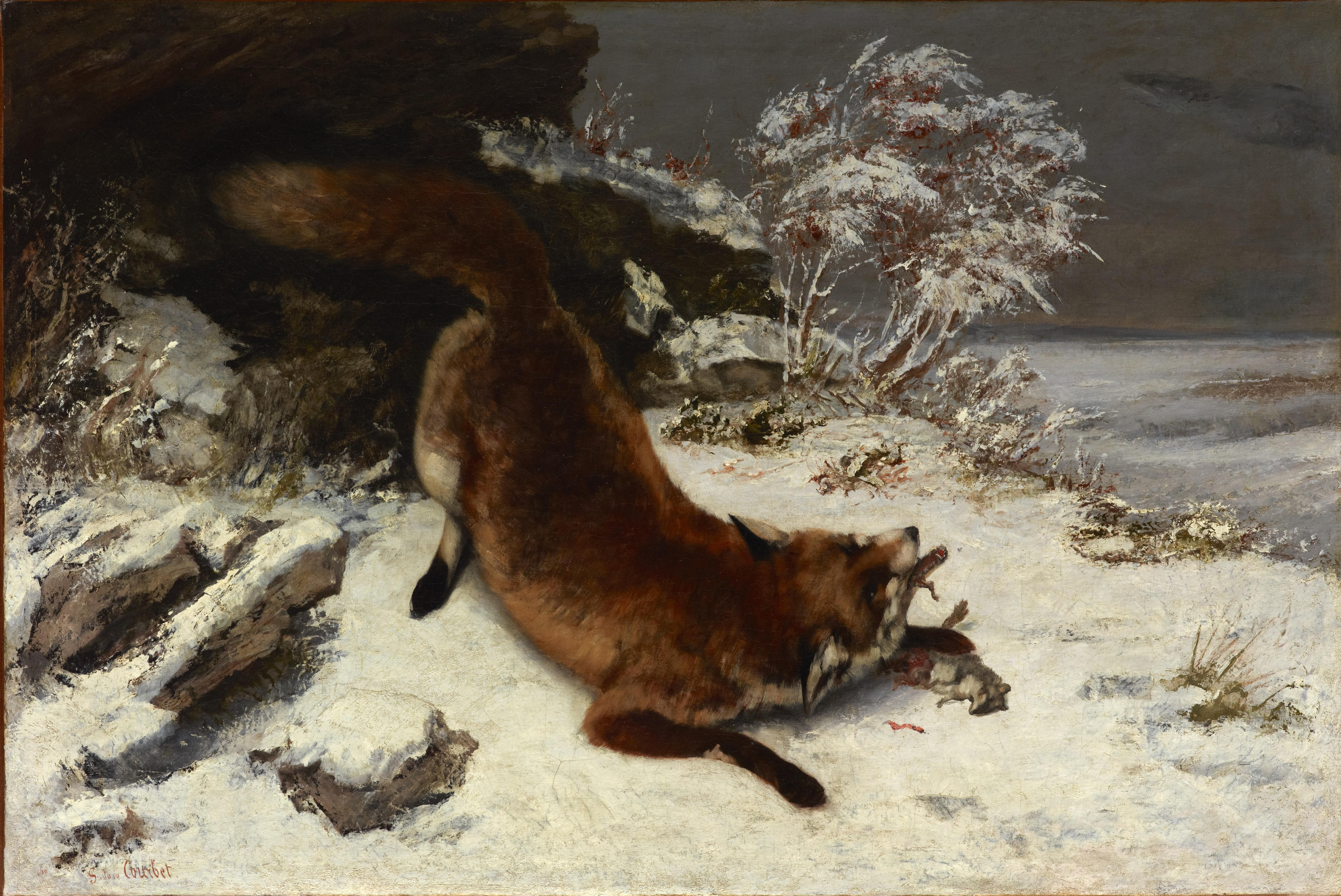
Gustave Courbet, Le Renard dans la neige, 1860, huile sur toile,.

En 1943, Jerry Bywaters est nommé directeur du musée des Beaux-Arts de Dallas. Il conserve cette position pendant vingt ans. Bywaters était un artiste, professeur et critique d’art texan dont l’influence et l’empreinte sur le musée furent considérables. Sous sa direction, la collection du musée se développe grandement par l’acquisition de chefs-d’œuvre de l’impressionnisme, de l’abstraction et de l’art contemporain. L’identité texane du musée est aussi soulignée (aujourd’hui présente au travers des œuvres d’Alexandre Hogue, Olin Herman Travis ou de Bywaters lui-même).
En 1963, le musée des Beaux-Arts de Dallas et le musée d’Art contemporain de Dallas fusionnent, les deux collections ne faisant alors plus qu’une. Le musée de Dallas, devenant propriétaire d’une collection importante d’œuvres modernes et contemporaines (et tout particulièrement, d’une collection unique d’œuvres de Piet Mondrian), crée en conséquence de nombreuses expositions liées à l’art moderne (« The Art of Piet Mondrian », « Sculpture of the Twentieth Century »).
À la fin des années 1970, le musée éprouve une nouvelle fois, et ce pour les mêmes raisons qu’auparavant, la nécessité de déménager. C'est chose faite grâce à Harry Parker, alors directeur du musée, et à une donation émanant de la ville et de mécènes (l’appel à la générosité est publié sous le slogan : « A Great City Deserves a Great Museum »). Le nouveau bâtiment, conçu par E. L. Barnes, et renommé « Dallas Museum of Art » ouvre ses portes, au cœur de ce qui désormais s’appelle de « Art District » de Dallas, en janvier 1984.

## Collections
La collection du musée de Dallas, riche de plus de 24 000 objets. C’est une célébration de la création comme faculté et privilège de l’humanité, du IIIe millénaire avant notre ère à l’époque contemporaine.

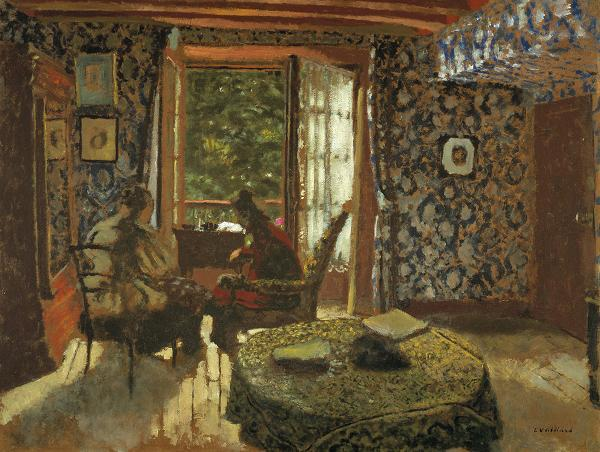
Édouard Vuillard, Intérieur, 1902, huile sur toile,.

- La collection d’art méditerranéen comprend des œuvres des civilisations égyptiennes, grecques et romaines. Parmi ses pièces maîtresses se trouvent un bas-relief égyptien Relief of a Procession of offering bearers from the Tomb of Ny-Ank-Nesut (2300 av. J.-C.) ; la sculpture grecque du IVe siècle av. J.-C., Figure of a man from a funerary relief, et la sculpture romaine du IIe siècle apr. J.-C., Figure of a woman.
- La vision de l’art de l’Asie du Sud-Est proposée par le musée de Dallas va de l’art bouddhique Gandhâran (du IIe au IVe siècle) jusqu’à l’art de l’Empire indien moghol (XVe au XIXe siècle). Le musée est réputé pour sa collection d’art indonésien, une des plus importantes au monde. L'art tibétain, l'art népalais et thaïlandais y sont aussi représentés.
- La collection d’art européen du musée de Dallas commence essentiellement au XVIIe siècle, dont les représentants sont Procaccini (Ecce Homo, 1615-18), Pietro Paolini (Bacchic Concert, 1630) ou Nicolas Mignard (The Shepherd Faustulus Bringing Romulus & Remus to His Wife, 1654). Canaletto (A View from the Fondamenta Nuova, 1722), Jean-Baptiste Marie Pierre (L’Enlèvement d’Europe, 1750), Claude Joseph Vernet (Mountain Landscape with Approaching Storm, 1775), quant à eux, sont de remarquables exemples de l’art du XVIIIe siècle. Le dépôt de la collection Michael Rosenberg d’art français du XVIIIe siècle, grâce à des tableaux comme Portrait de Pierre-Jean-Baptiste Choudard de François-André Vincent (1789), procure une richesse particulière à la collection d'œuvre du XVIIIe siècle français[10]. Des achats récents ont encore enrichi cette partie des collections comme le grand tableau de Jean-Antoine-Théodore Giroust, La Leçon de harpe, ou Erminie et les bergers de Guillaume Guillon Lethière. C’est aussi pour ses œuvres du XIXe et du XXe siècle que le musée est particulièrement remarquable. Parmi les chefs-d’œuvre de la collection se trouvent Fredericksborg de Johan Christian Dahl, le Silence d'Auguste Préault, Le Renard dans la neige, de Gustave Courbet (1860), La Seine à Lavacourt, de Claude Monet (1880), I Raro te Oviri de Paul Gauguin (1891), Conte celtique de Paul Sérusier (1894), Beginning of the World de Constantin Brancusi (1920), Les Marronniers ou le Vitrail (1894) et Intérieur (1902) d’Édouard Vuillard. La collection d’œuvres de Piet Mondrian possédée par le musée de Dallas compte parmi ses plus grands trésors, grâce entre autres au Moulin (1908), à l’Autoportrait (1942), à La Place de la Concorde[11] (1938-43).
- La Collection de Wendy et Emery Reves[12]. Au début des années 1980, le Musée de Dallas s’est vu proposer un don pour le moins inhabituel : la collection de Wendy et Emery Reves. Emery Reves était un esthète d’un goût très sûr et qui sut, au cours des années 1940, 1950 et 1960, réunir une remarquable collection d’œuvres impressionnistes et postimpressionnistes (Édouard Manet, Maurice de Vlaminck, Vincent van Gogh, Auguste Renoir, Toulouse-Lautrec, Edgar Degas, Rodin, etc.). Le couple, qui comptait parmi ses amis Winston Churchill et Graham Sutherland, vécut dans la villa La Pausa, dans le Sud de la France. Cette villa qui fut construite par et pour Coco Chanel en 1927, devint un de ses lieux favori de villégiature (elle y reçut des hôtes tels que Pierre Reverdy, Paul Iribe, Luchino Visconti, Salvador Dalí, Jean Cocteau, Greta Garbo et le duc de Westminster). Au début des années 1980, alors veuve, Wendy Reves proposa au musée de Dallas d’accueillir la totalité de la collection que son mari et elle avaient réunie. Une condition fut cependant émise : le musée devait recréer l’intérieur de La Pausa et y exposer les œuvres telles qu’elles l’étaient dans cette même villa. La nouvelle collection et la nouvelle aile du musée furent inaugurées le 29 novembre 1985 par Harry Parker, directeur du musée, et Wendy Reves. Cette collection contient 1 400 peintures, sculptures et dessins ainsi qu’une importante collection d’art décoratif. Au-delà d'une considérable collection d'art impressionniste la collection Reves est aussi la plus importante collection d'objets ayant appartenu à Coco Chanel. Par ailleurs une pièce est consacrée au souvenir de Sir Winston Churchill avec plusieurs peintures, de nombreux livres et autographes et une série de memorabilia.
- La collection d’art africain du musée de Dallas est reconnue internationalement, particulièrement pour ses œuvres d’Afrique occidentale et d'Afrique centrale. Elle fut élaborée principalement grâce aux collections Schindler et Stillman[13].

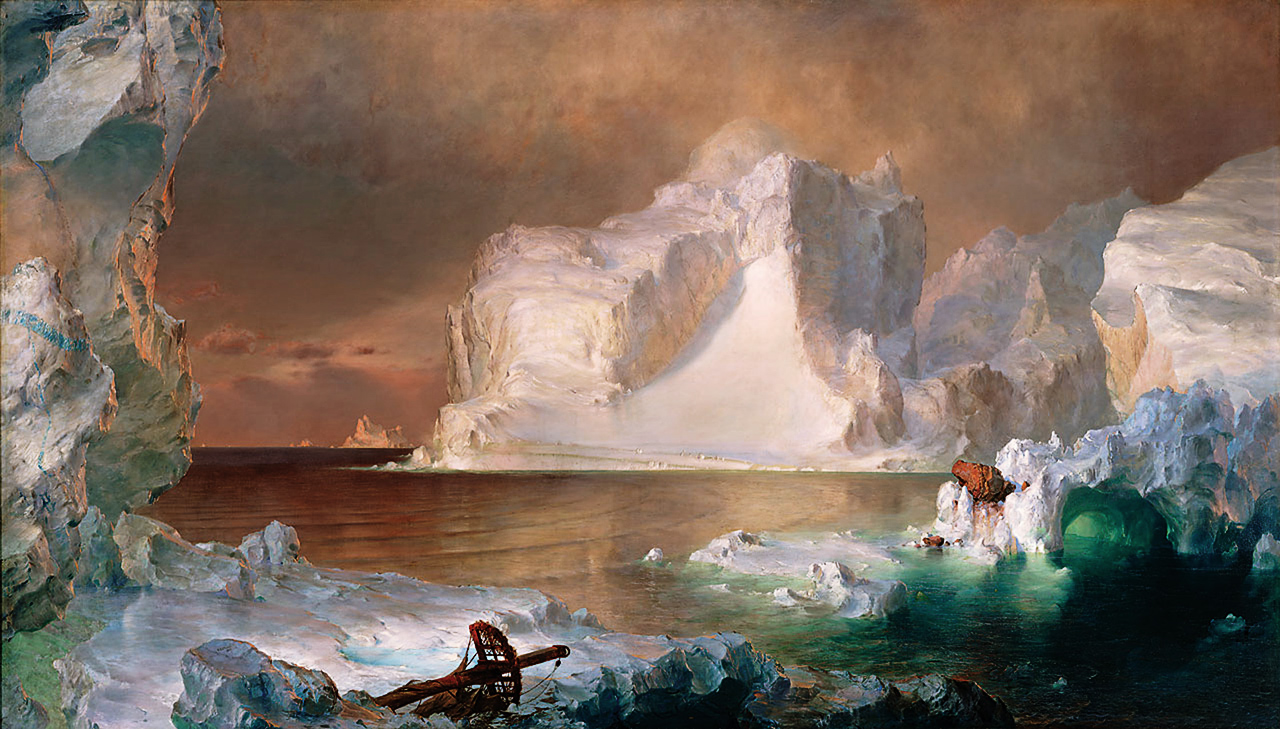
Frederic Edwin Church, Les Icebergs, 1861, huile sur toile,.

- La collection d’art américain ancien du musée de Dallas se penche sur les civilisations sud-américaines sur une période couvrant 3 000 ans. Parmi les chefs-d’œuvre de la collection se trouvent des objets en or du Panama, de Colombie et du Pérou (collection Wise) et la tête du Dieu Tlaloc (Mexique, XIVe – XVIe siècle).

- La collection d’art américain du musée de Dallas s’étend de l’art colonial espagnol du XVIIIe siècle jusqu’à l’époque moderne. Les peintres de la Hudson River School y sont représentés, notamment Thomas Cole et Frederic Edwin Church. Ce qui est sûrement le chef d’œuvre de ce dernier, Les Icebergs (1861) fut donné au musée en 1979 par Lamar et Norma Hunt. Razors et Watch de Gerald Murphy (1924, 1925), La Colline au phare d’Edward Hopper (1927), et les trois peintures de Georgia O'Keeffe sont certaines des autres œuvres majeures présentes au musée de Dallas. Le musée se distingue également par sa collection d’art texan, représenté par Robert et Julian Onderdonk, Alexander Hogue, David Bates, Dorothy Austin, Michael Owen et Olin Herman Travis.
- Tous les courants artistiques majeurs qui se sont succédé après la Seconde Guerre mondiale sont représentés dans la collection de musée de Dallas : de l’expressionnisme abstrait au Pop Art, du minimalisme à l’art vidéo. Artistes majeurs (Jackson Pollock, Mark Rothko, Franz Kline, Jasper Johns, Robert Rauschenberg, Bruce Nauman, Robert Smithson, Cindy Sherman…) et émergents y sont présents. Le musée a une collection particulièrement remarquable d’art contemporain allemand, grâce aux œuvres de Gerhard Richter, Sigmar Polke et Anselm Kiefer.

## Événements communautaires
En 2008, le musée de Dallas inaugura le Center for Creative Connections (le centre des rencontres créatrices, ou C3), un espace de 1 100 m2 proposant aux visiteurs des expériences ludiques et pédagogiques. Les expositions qui y sont présentées comprennent à la fois des œuvres de la collection permanente et la réaction que celles-ci inspirent aux artistes et membres de la communauté de Dallas.
Le musée de Dallas a également créé d’autres programmes, tels que :
- les Late Nights : une fois par mois, le musée reste ouvert jusqu’à minuit et devient un lieu de concerts, de projections, de conférences et d’activités pour toute la famille ;
- Arts & Letters Live : une série de conférences avec des auteurs et acteurs réputés ;
- Jazz sous les étoiles : une série de concerts de jazz à l’extérieur du musée ;
- Thursday Night Live : tous les jeudis ont lieu au musée un concert du jazz que les visiteurs apprécient au bar ou au restaurant. Des activités sont également organisées au Center for Creative Connections.

## Œuvres

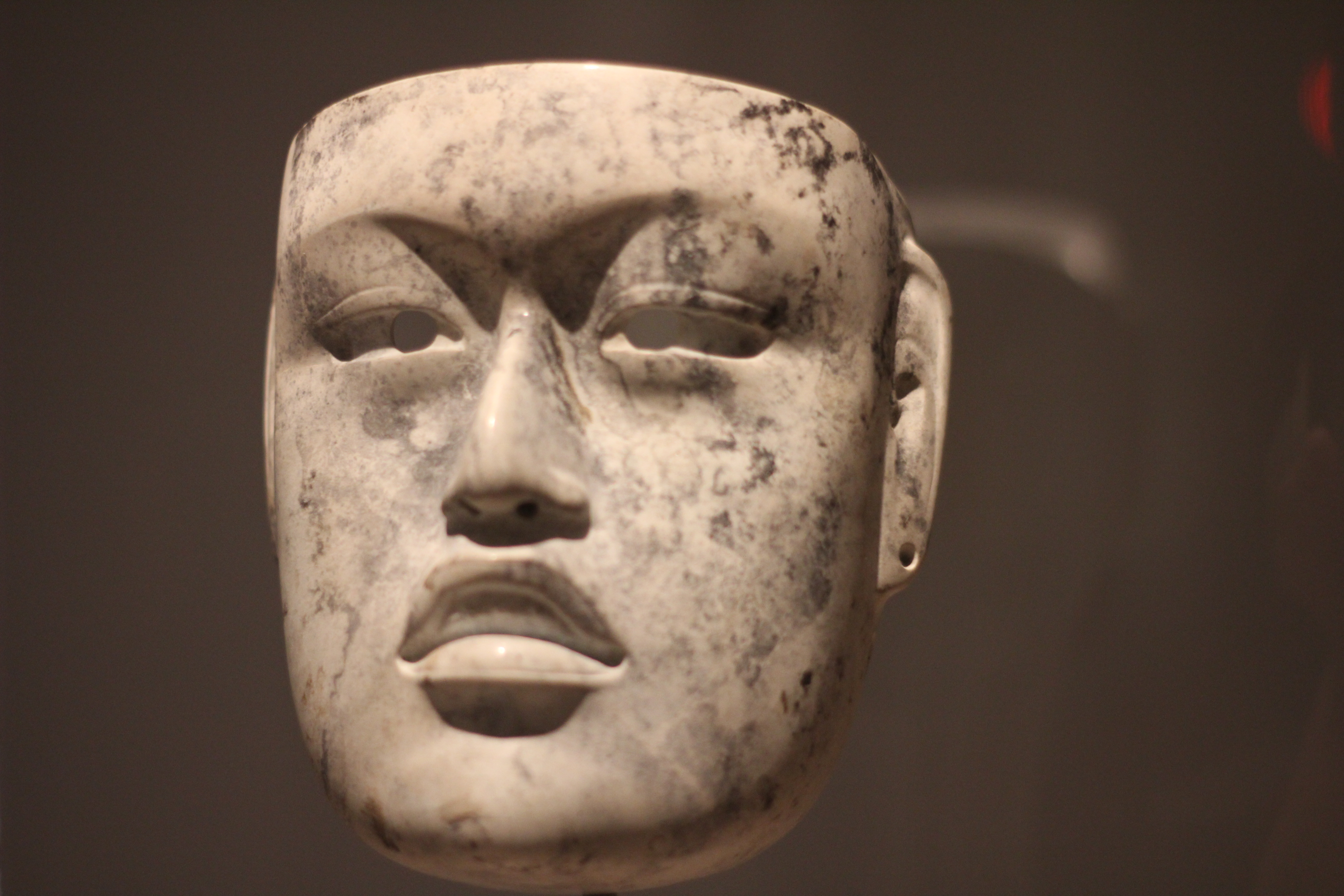
Masque, Mexico, État de Veracruz, 900-500 av. J.-C.
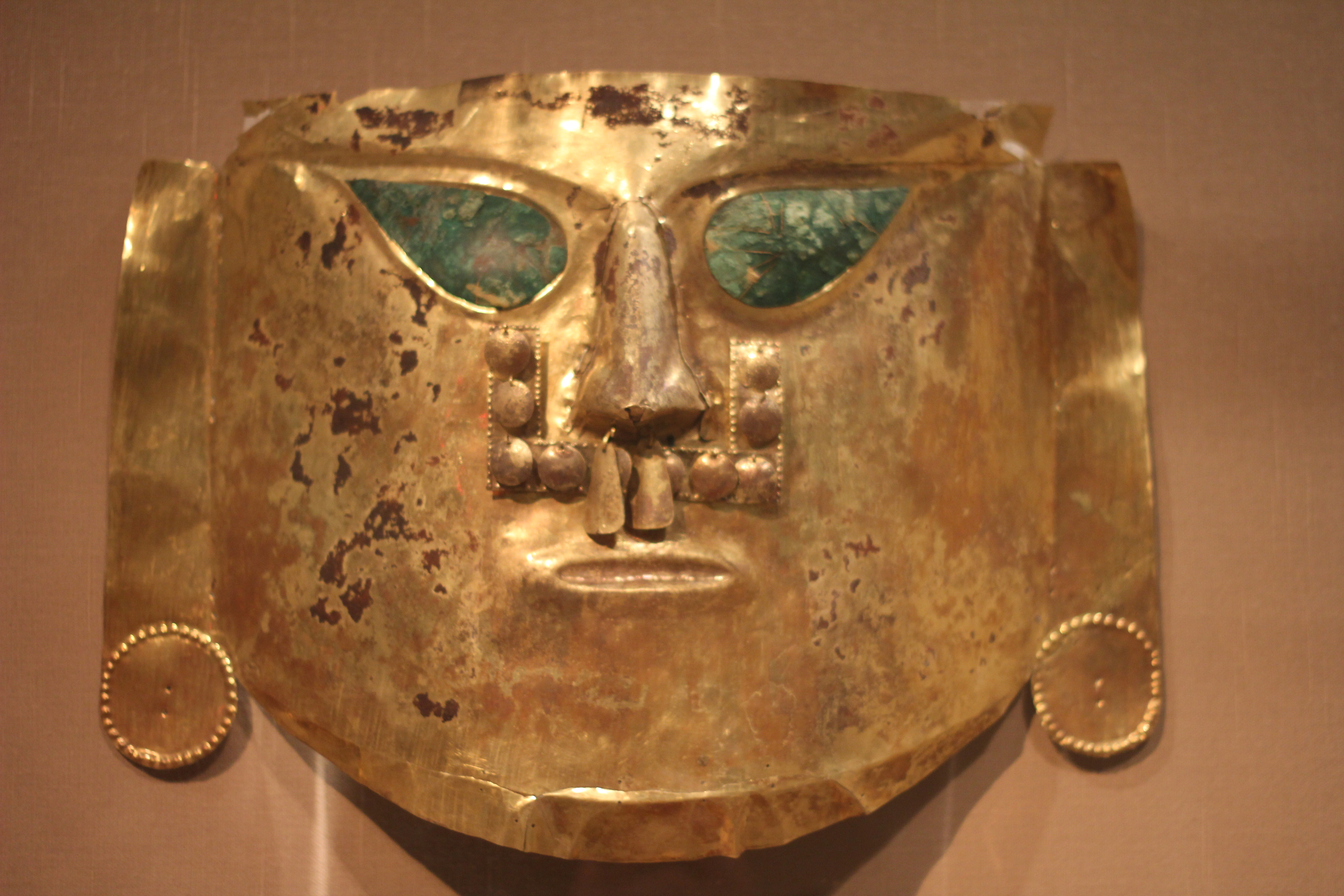
Masque de cérémonie, Pérou, vallée La Leche, 900-1100.
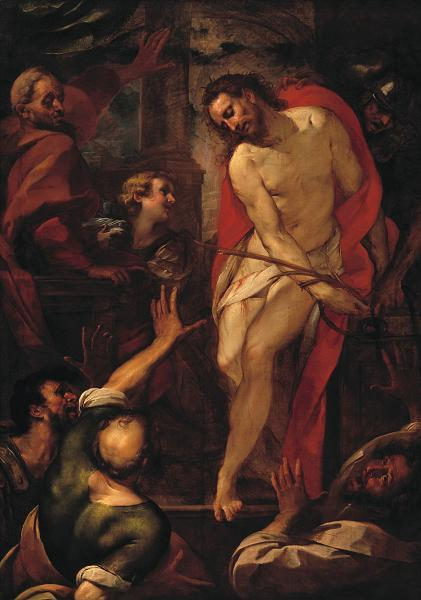
Giulio Cesare Procaccini, Ecce Homo, 1615-1620.
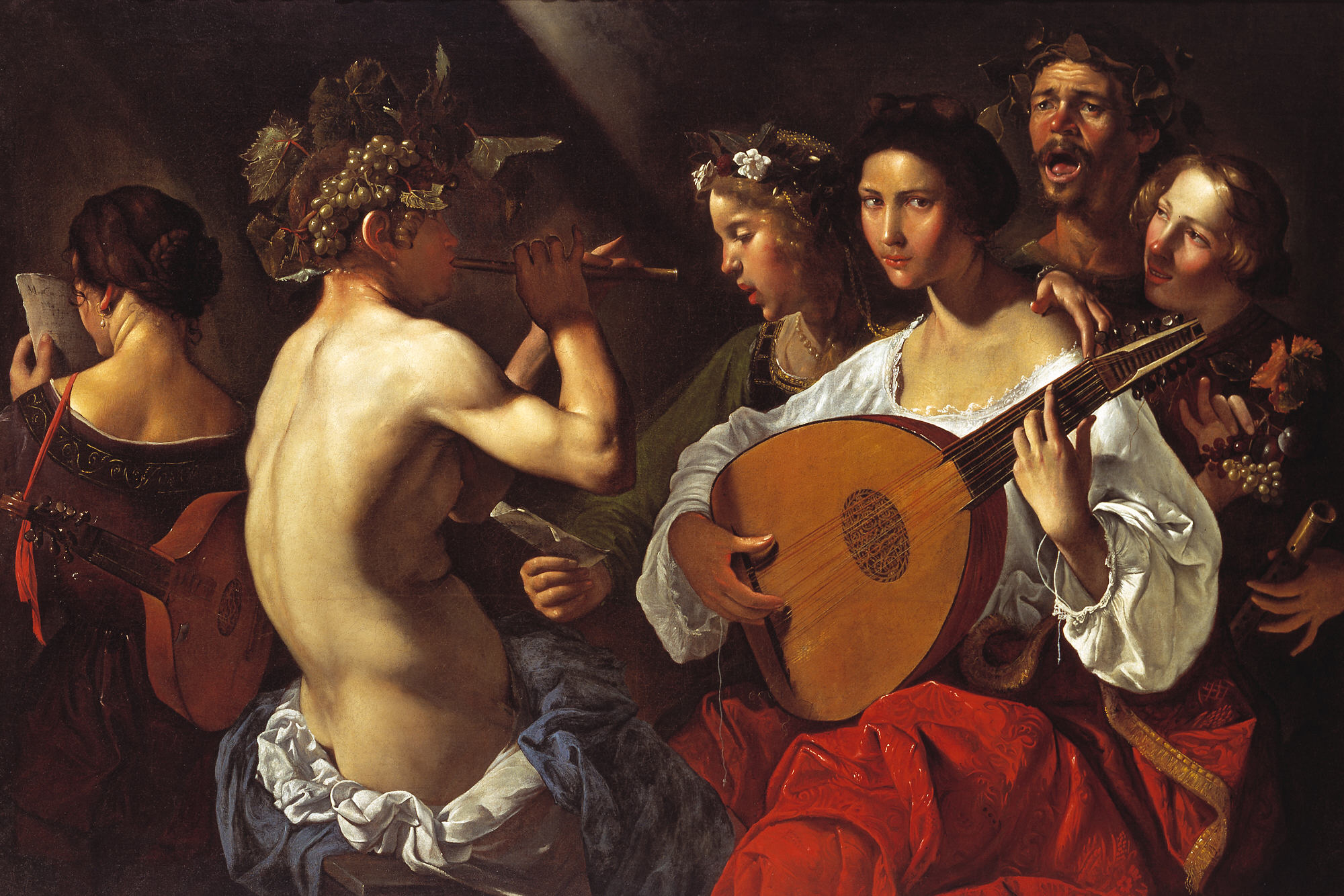
Pietro Paolini, Bacchic Concert, 1625.
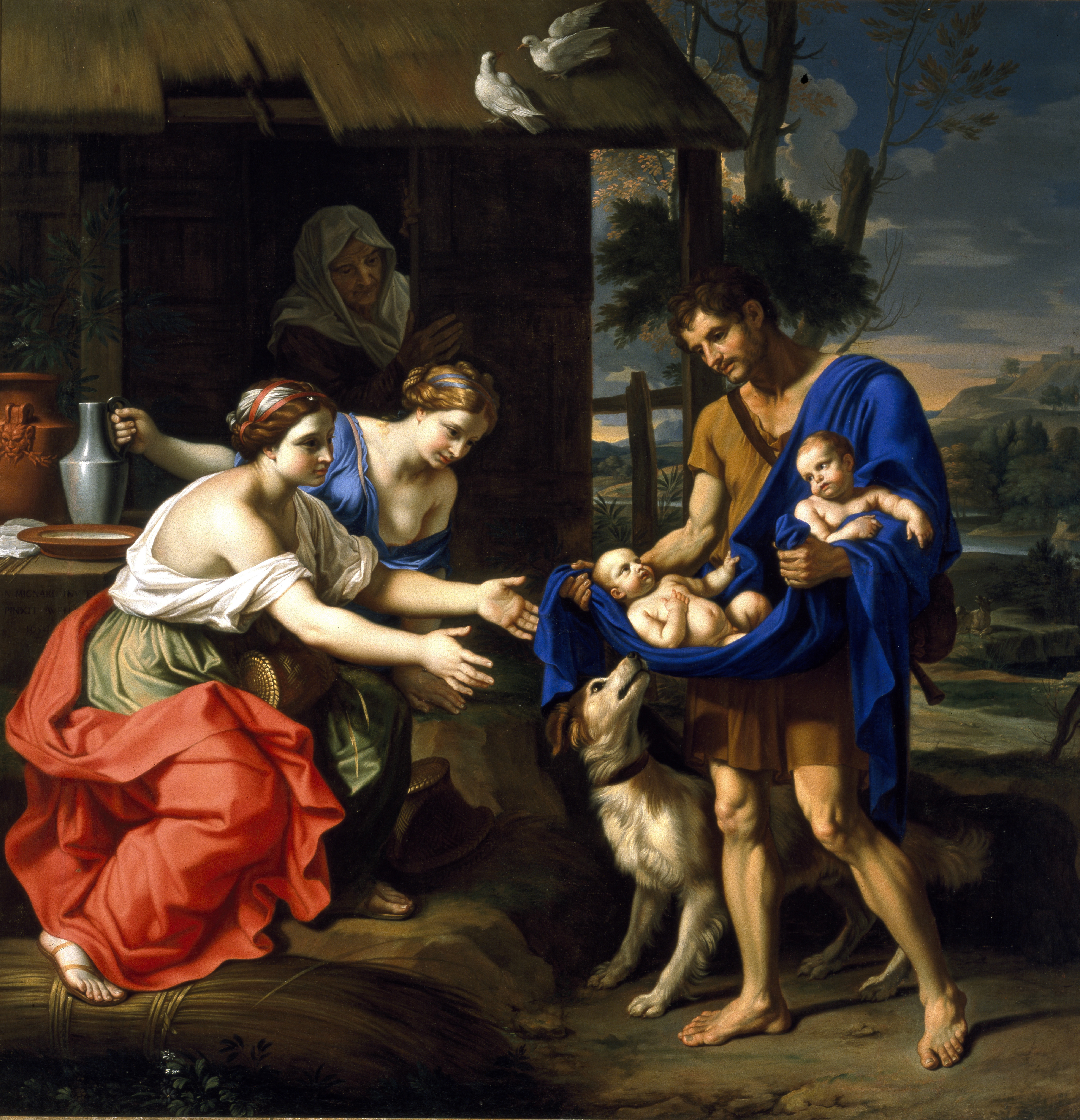
Nicolas Mignard, Le Berger Faustulus apportant Romulus et Remus à sa femme, 1654.
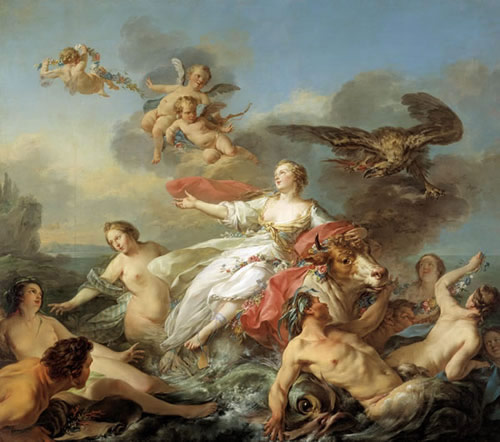
Jean-Baptiste Marie Pierre, Le Rapt d'Europe, 1750.
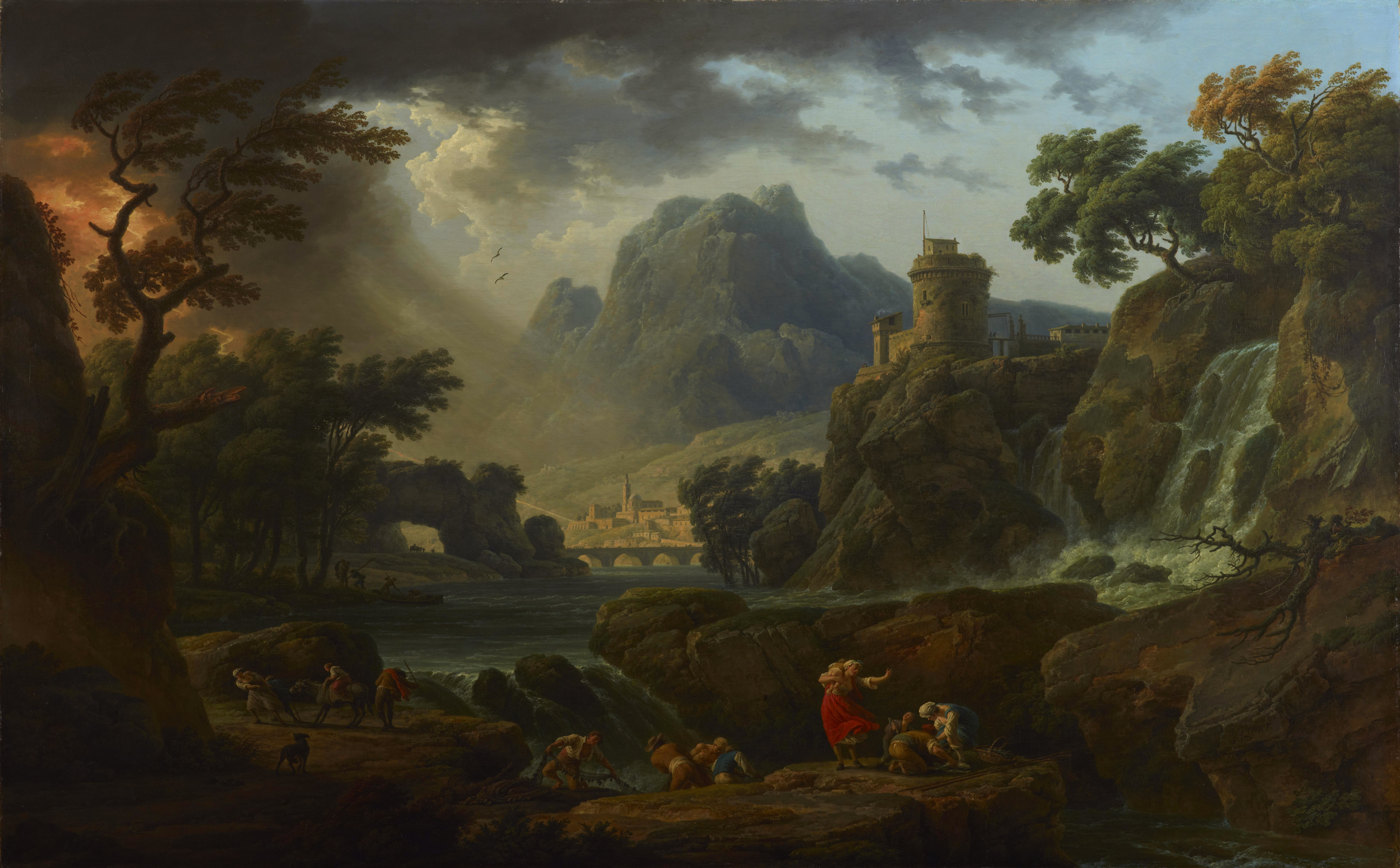
Claude Joseph Vernet, Paysage de Montagne avec Tempête, 1775.
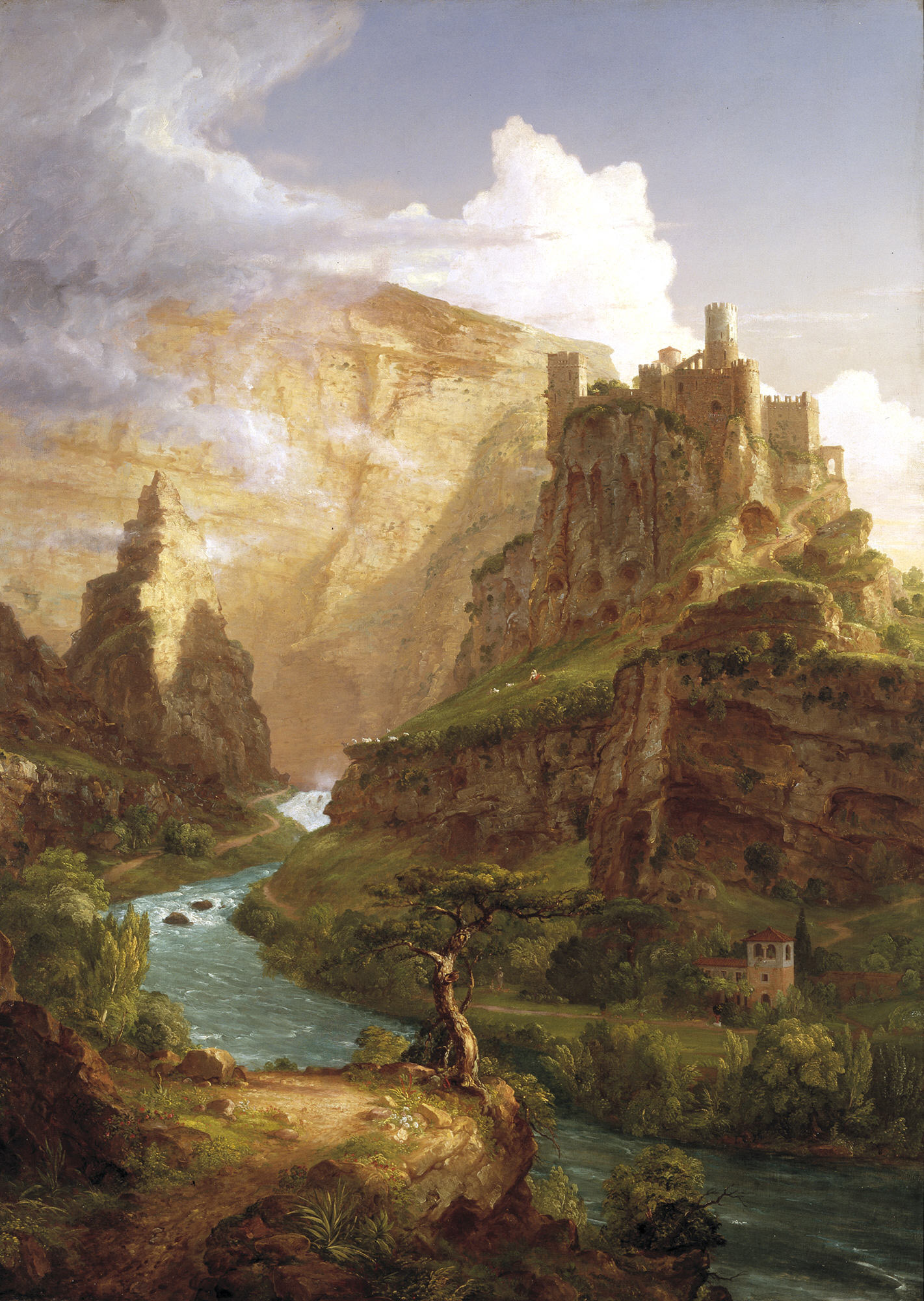
Thomas Cole, La Fontaine de Vaucluse, 1841.
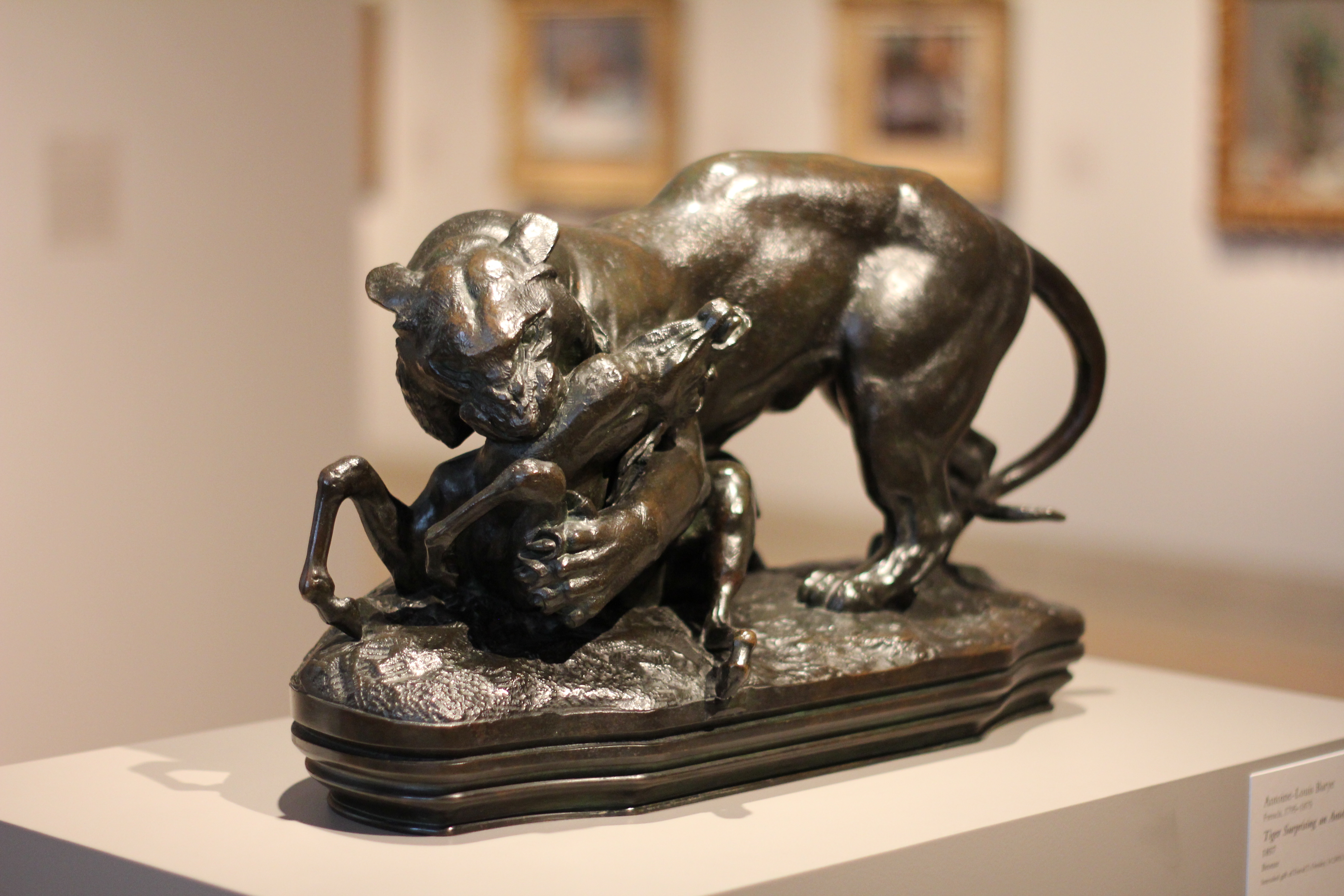
Antoine-Louis Barye, Tigre Surprenant une Antilope, 1857.
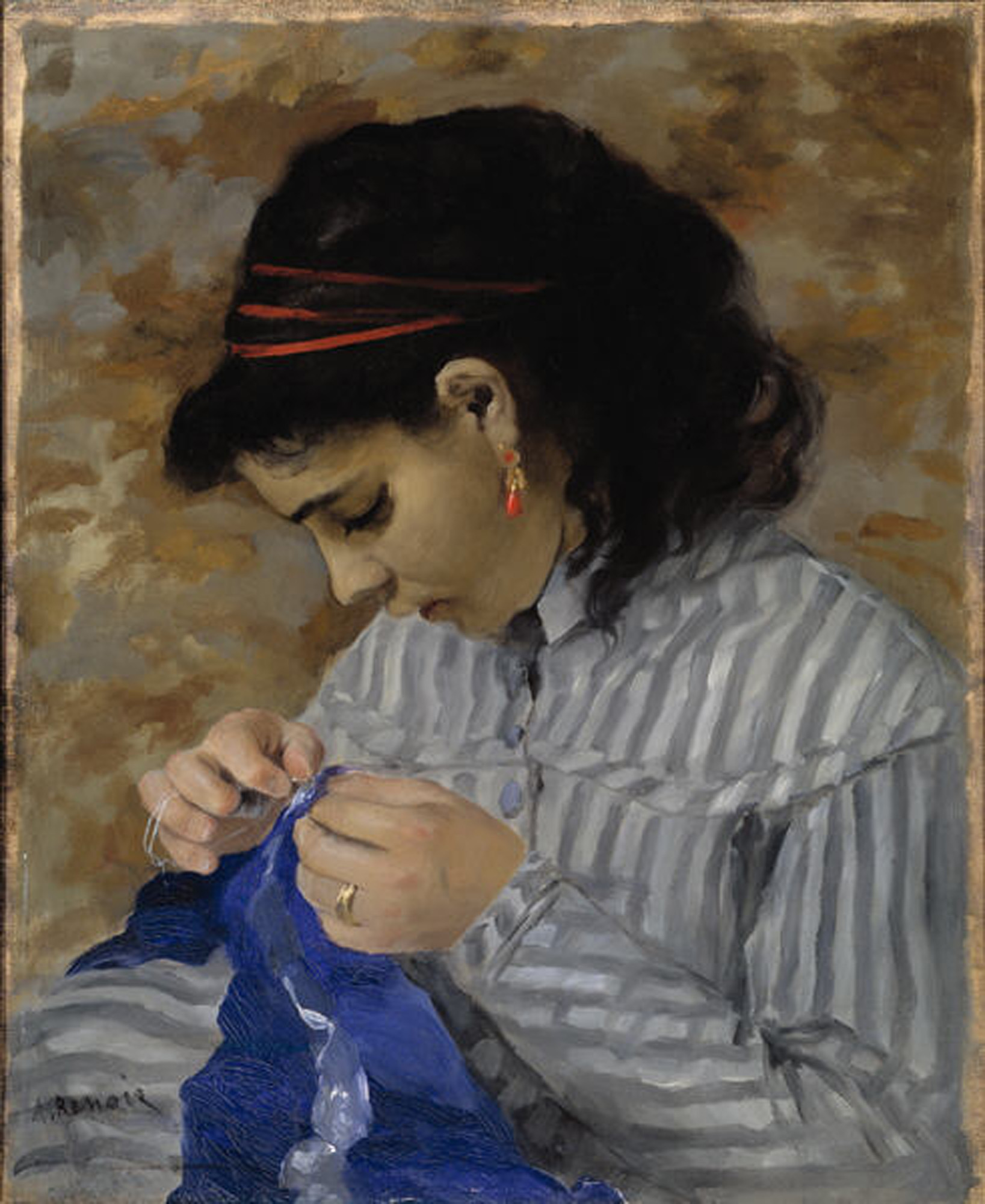
Auguste Renoir, Lise Cousant, 1866.
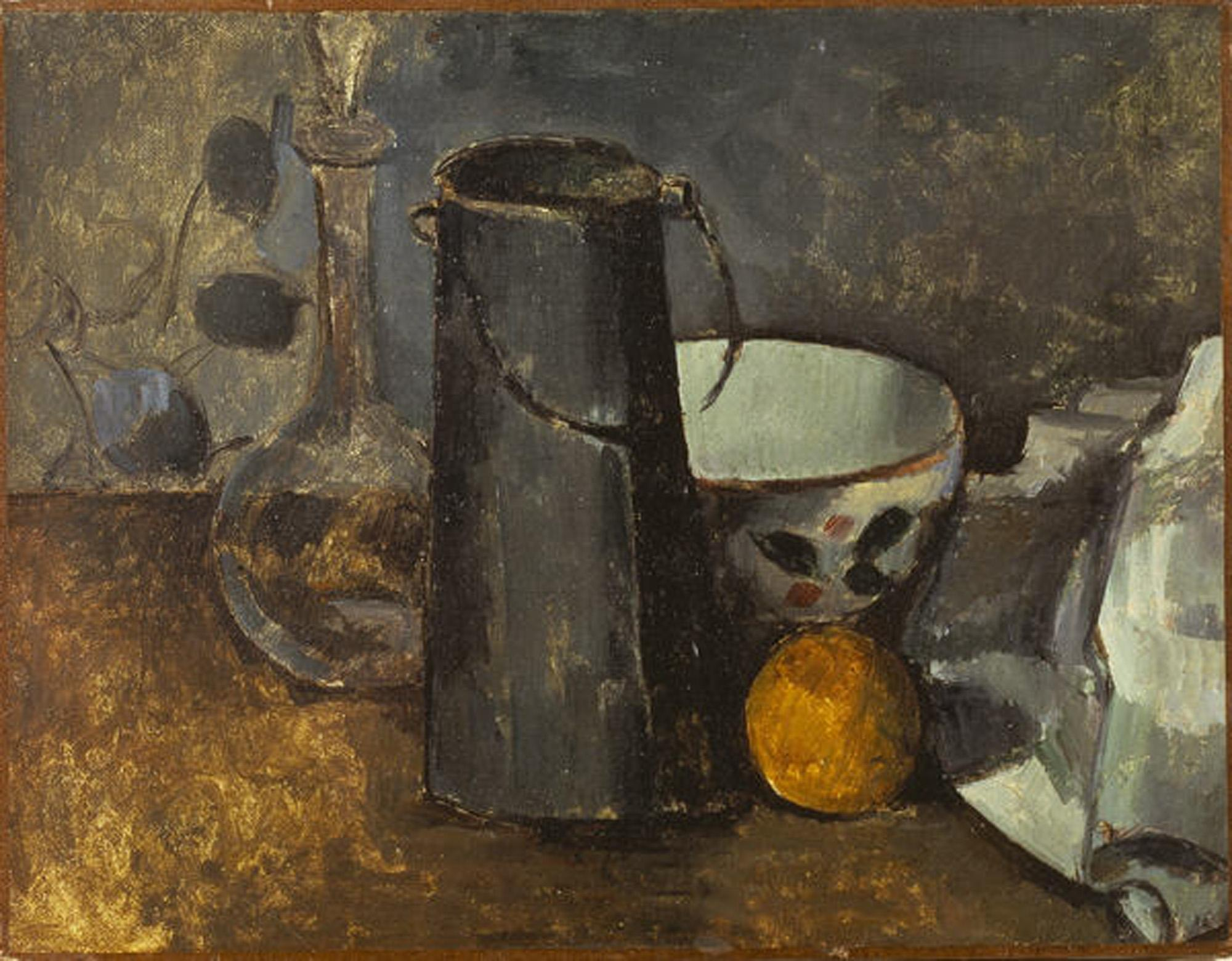
Paul Cézanne, Nature morte avec carafe, bouteille de lait, bol et orange, 1879-1880.
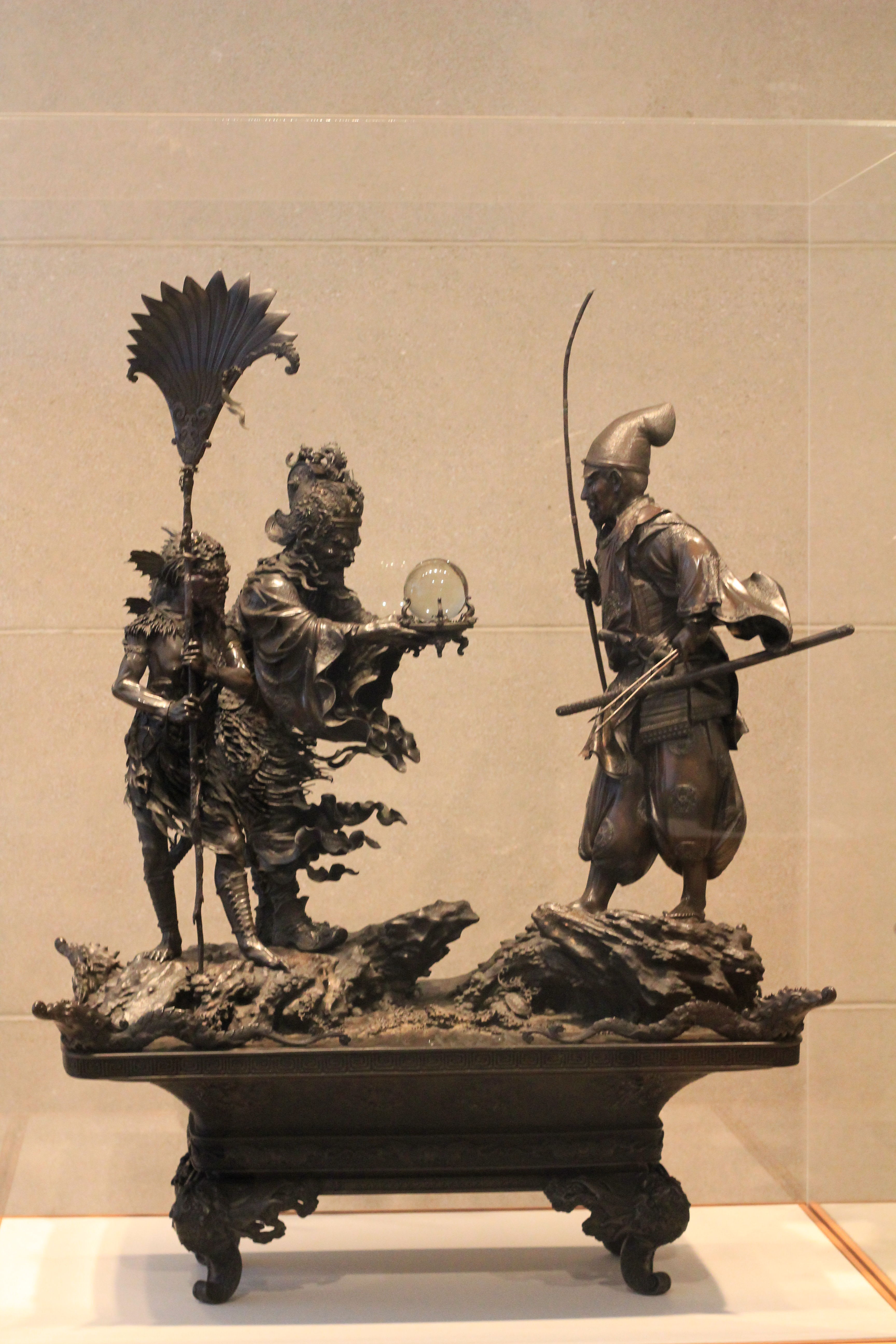
Takenouchi no Sukune rencontre le Dragon, Roi de la Mer, Japon, Ere Meiji, 1879-1881.
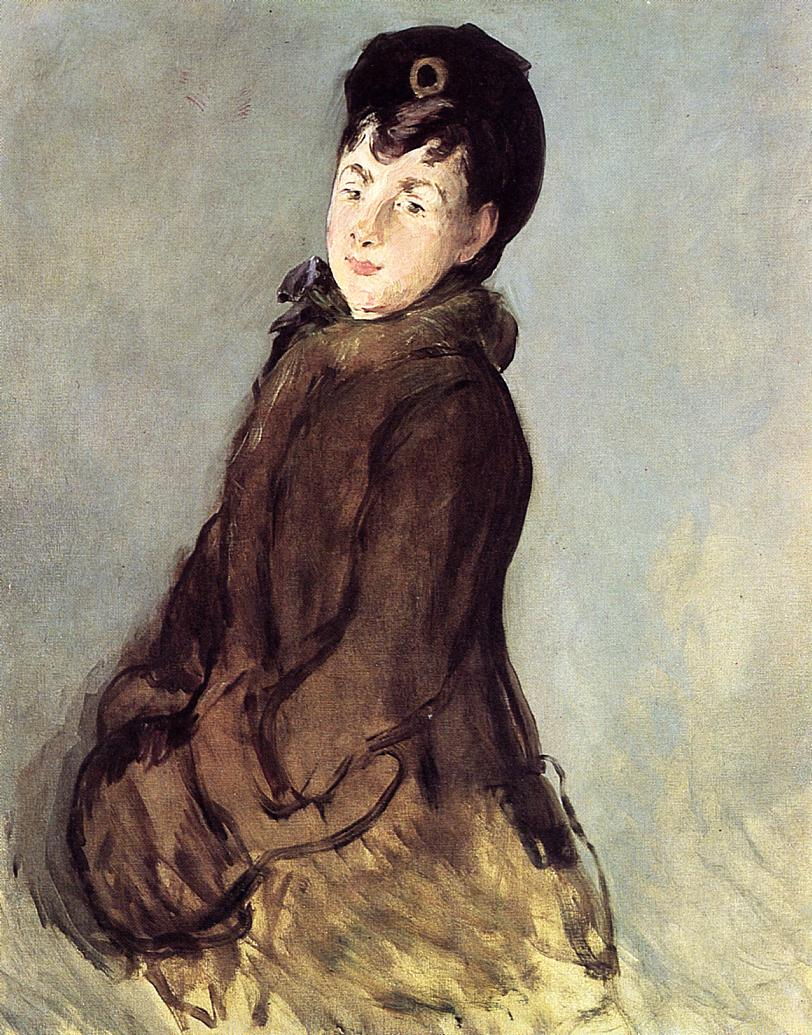
Édouard Manet, Isabelle Lemonnier, 1879.
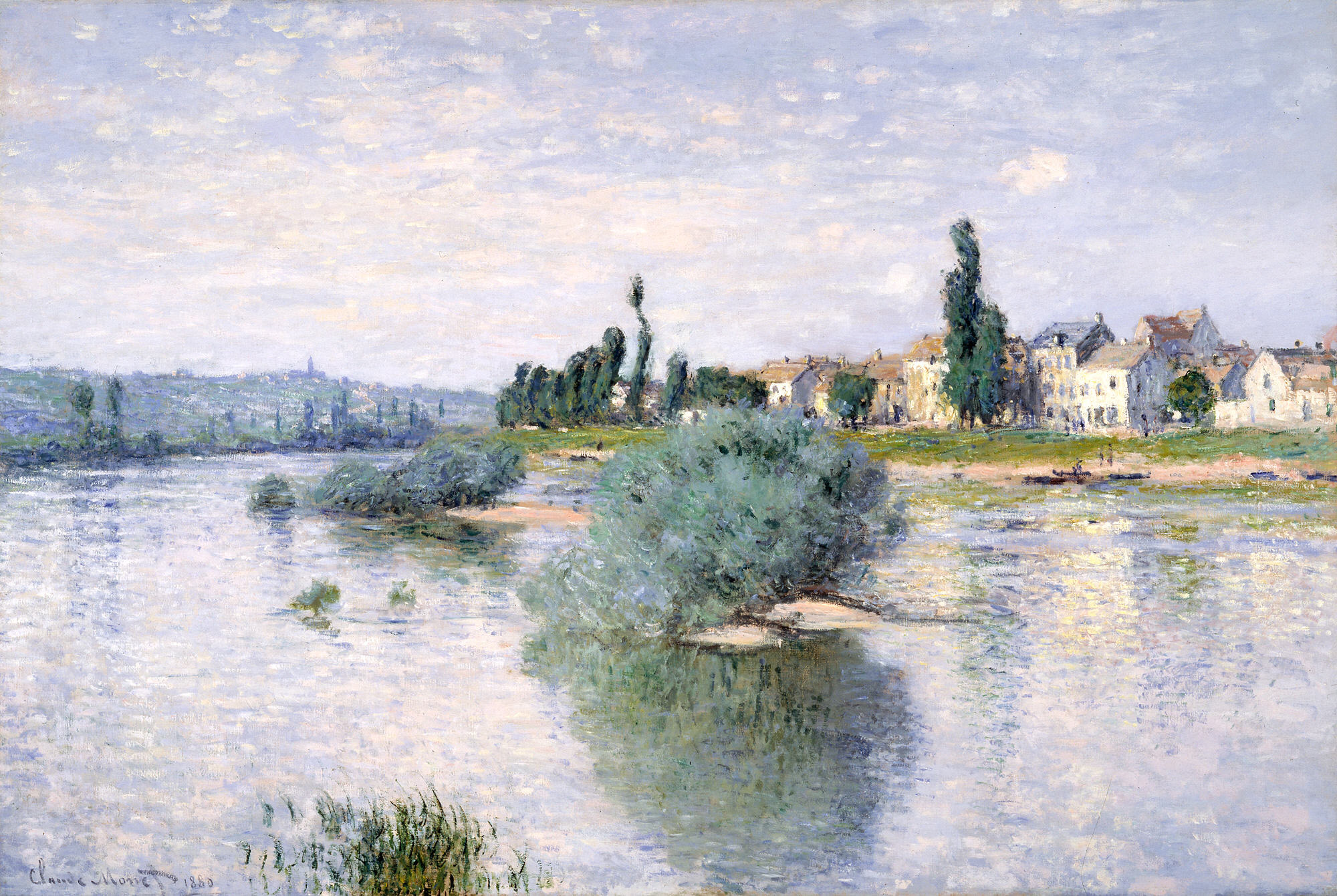
Claude Monet, La Seine à Lavacourt, 1880.
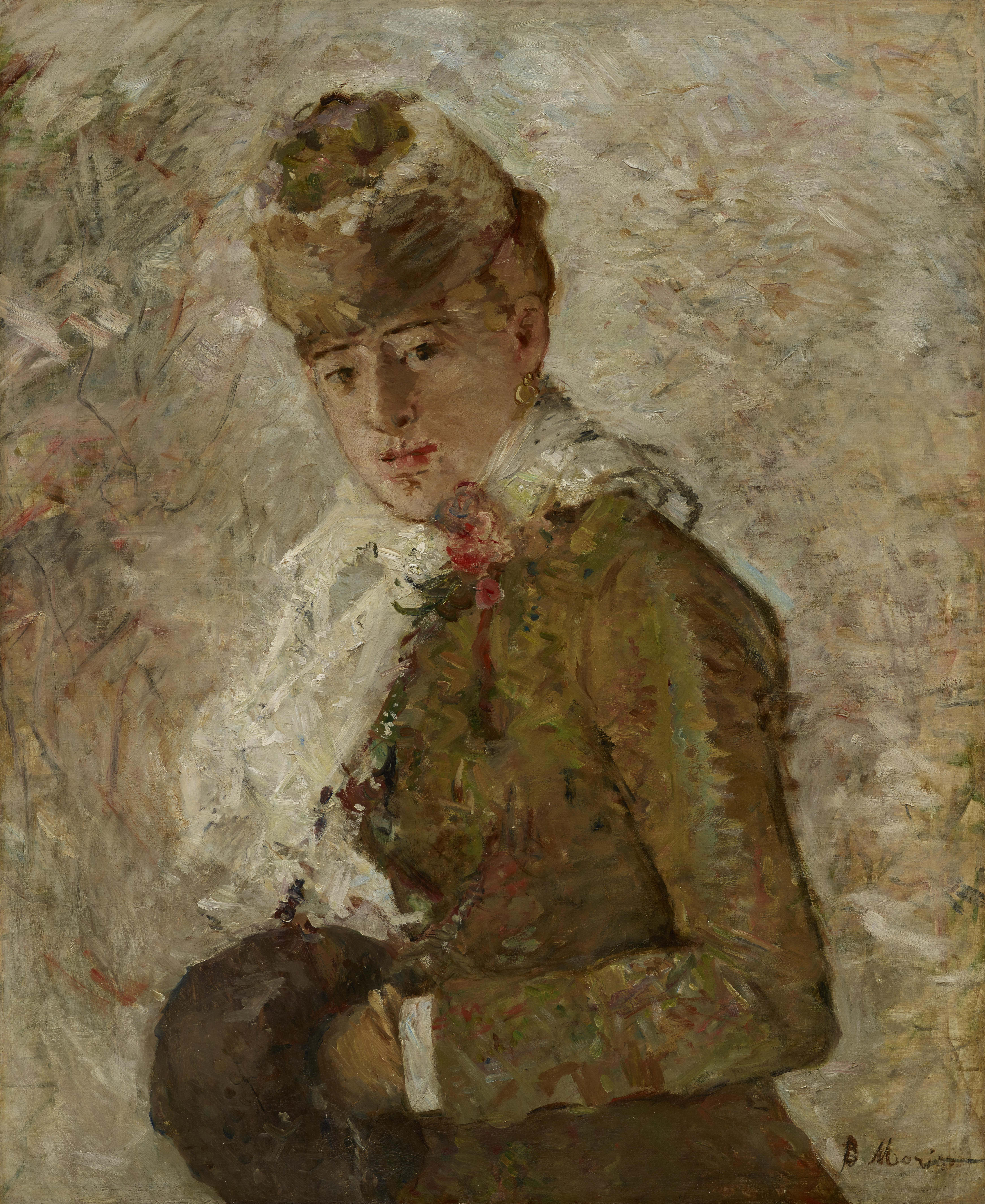
Berthe Morisot, Hiver ou Femme au manchon, 1880.
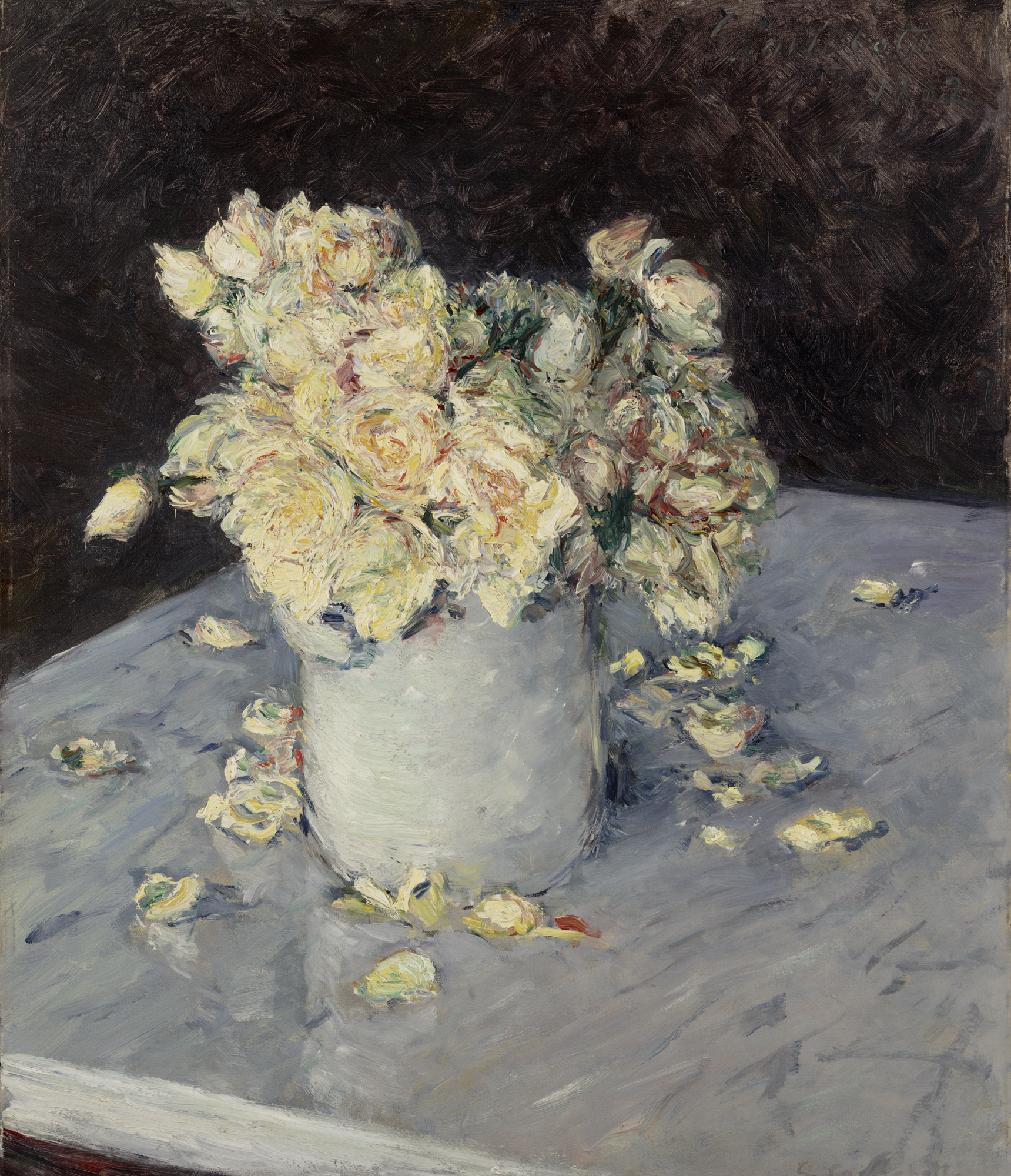
Gustave Caillebotte Roses jaunes dans un vase, 1882.
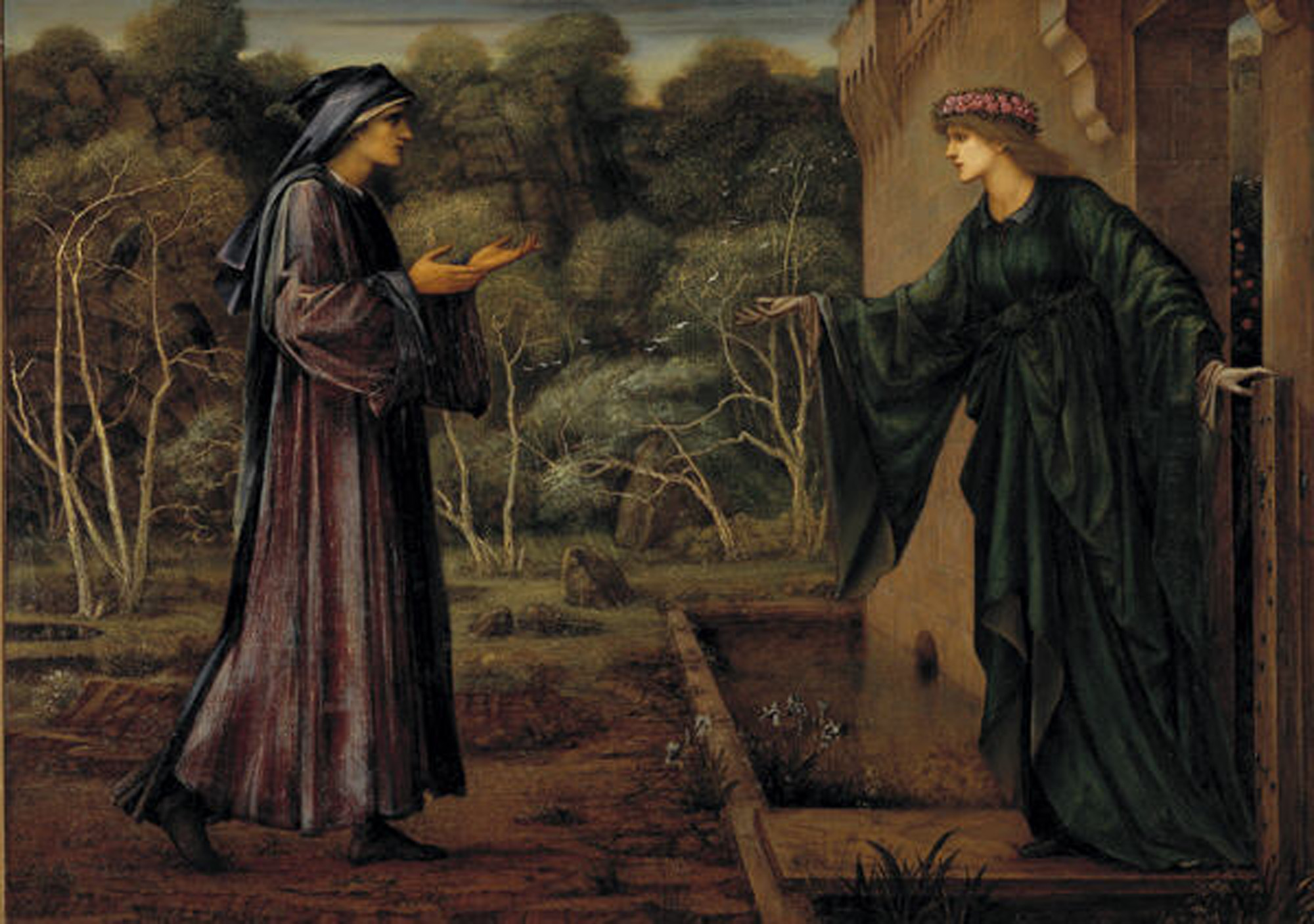
Edward Burne-Jones, The Pilgrim at the Gate of Idleness, 1884.
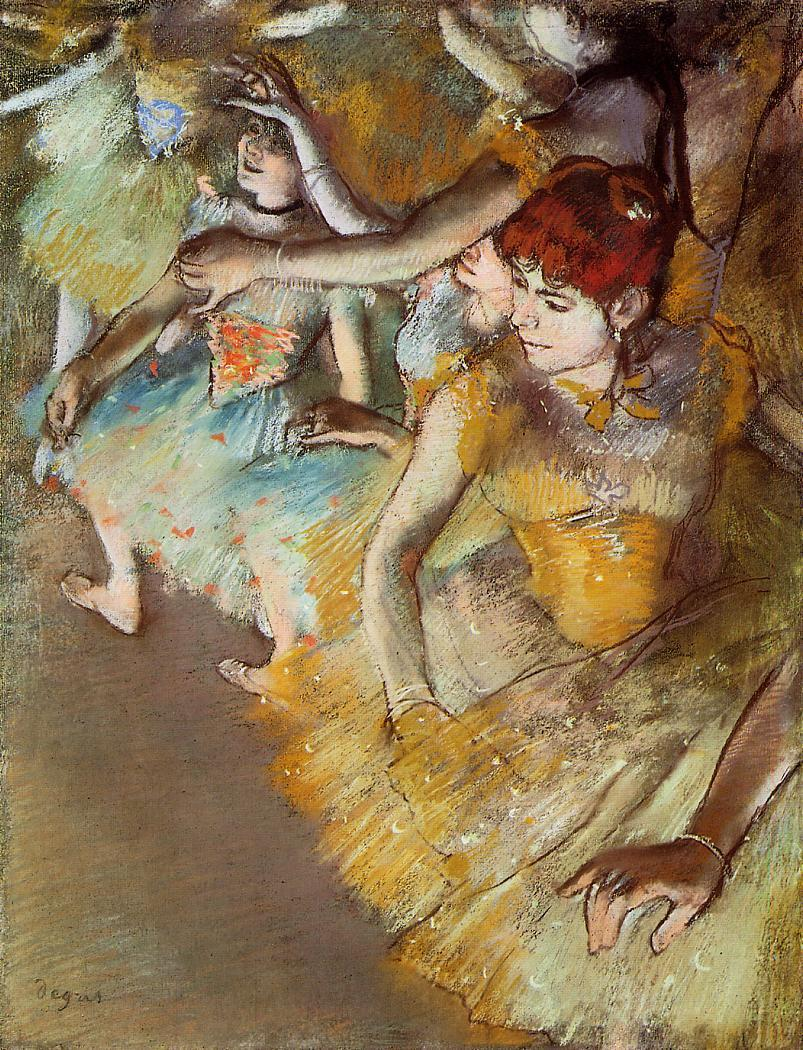
Edgar Degas, Danseuses de ballet sur scène, 1883.
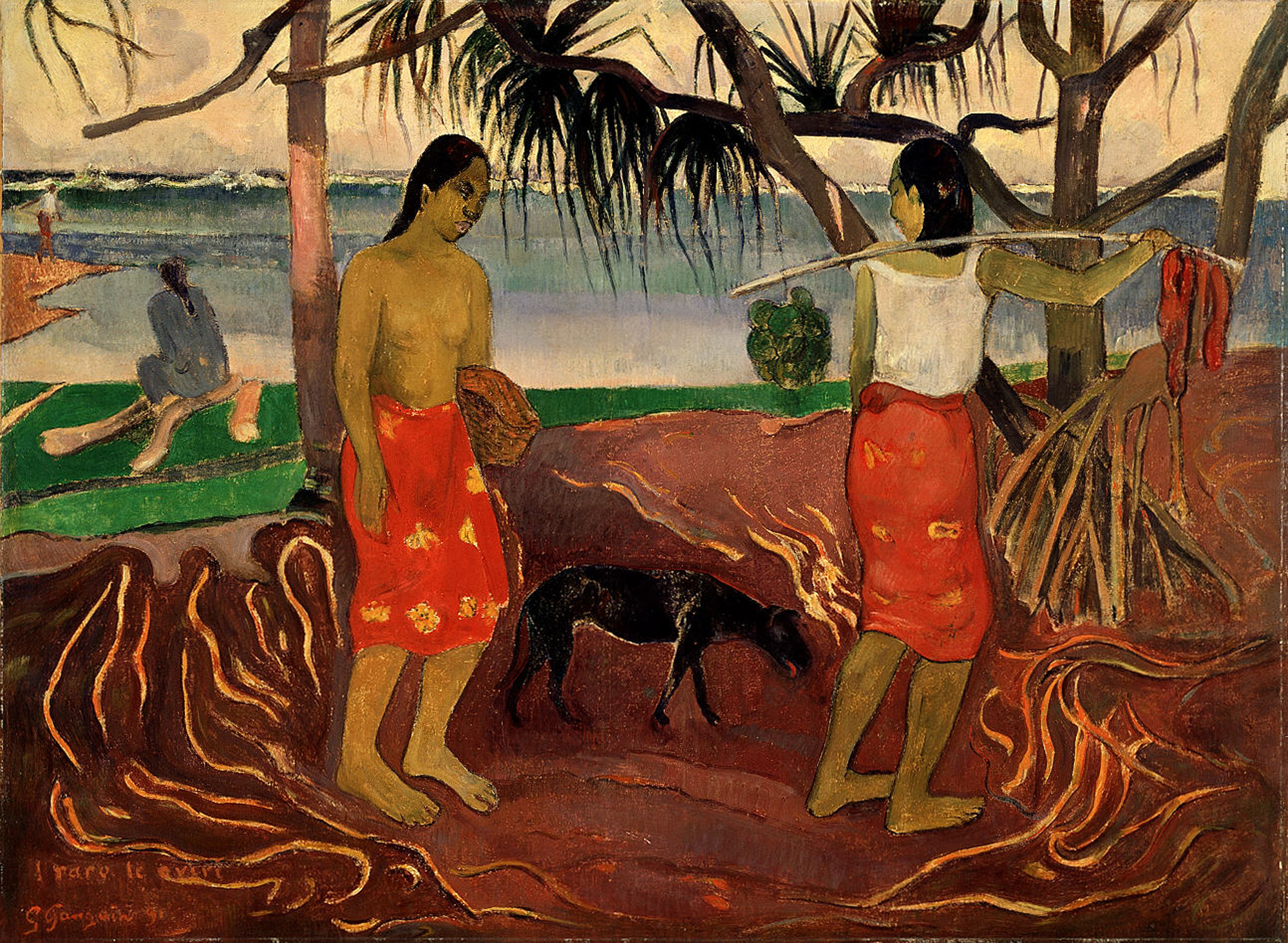
Paul Gauguin, I Raro te Oviri, 1891.
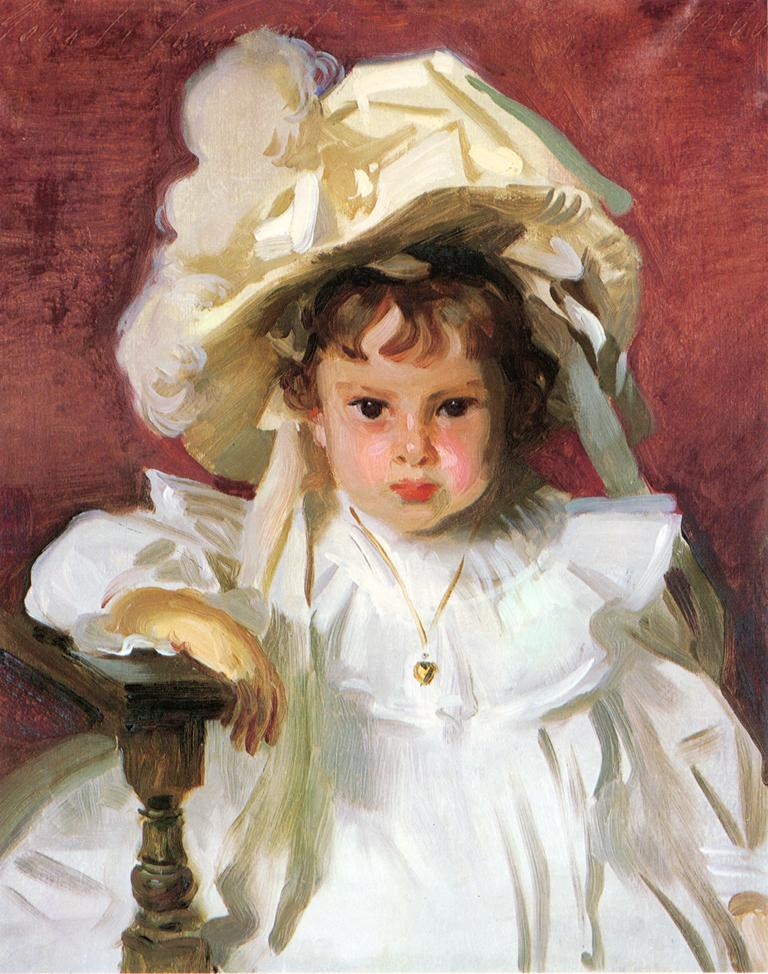
John Singer Sargent, Dorothy, 1900.
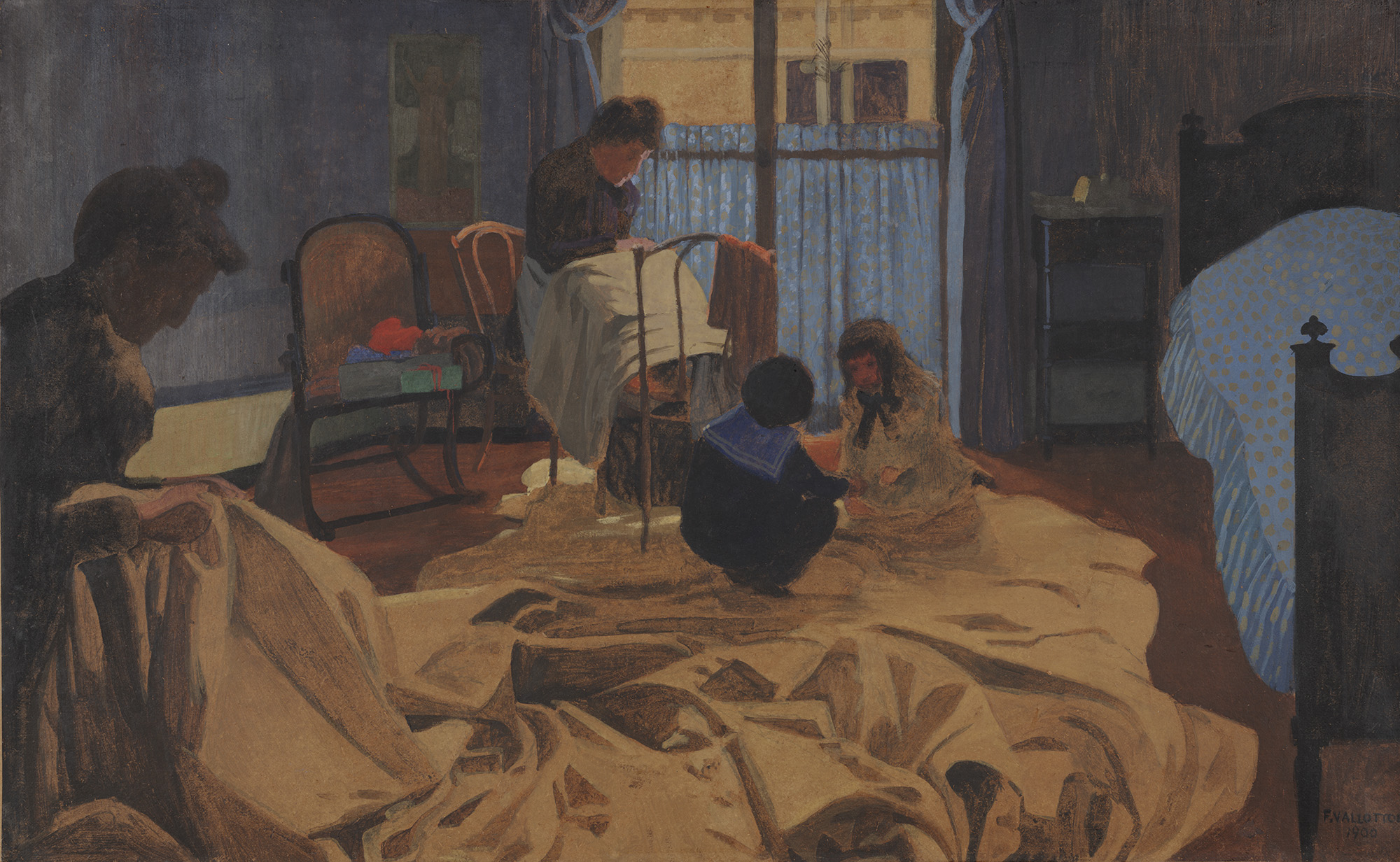
Félix Vallotton, La Lingerie, Chambre bleue, 1900.
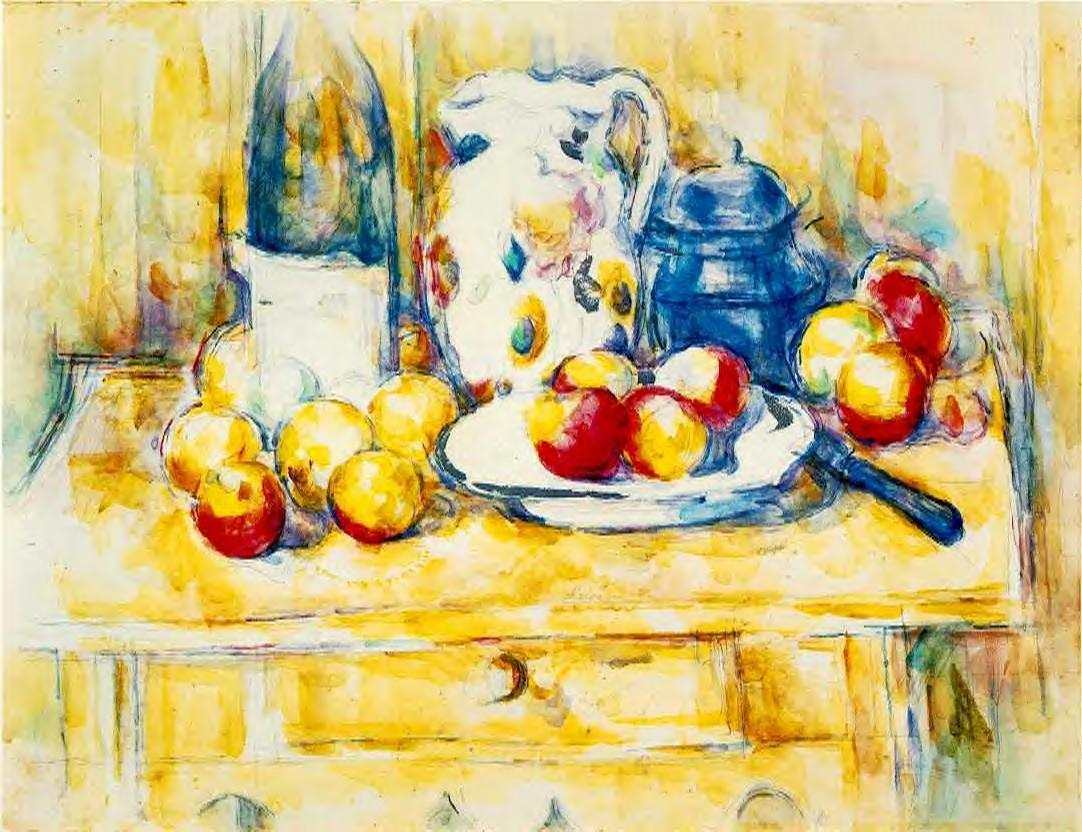
Paul Cézanne, Nature morte avec des pommes et un pot à lait, 1900-1906.
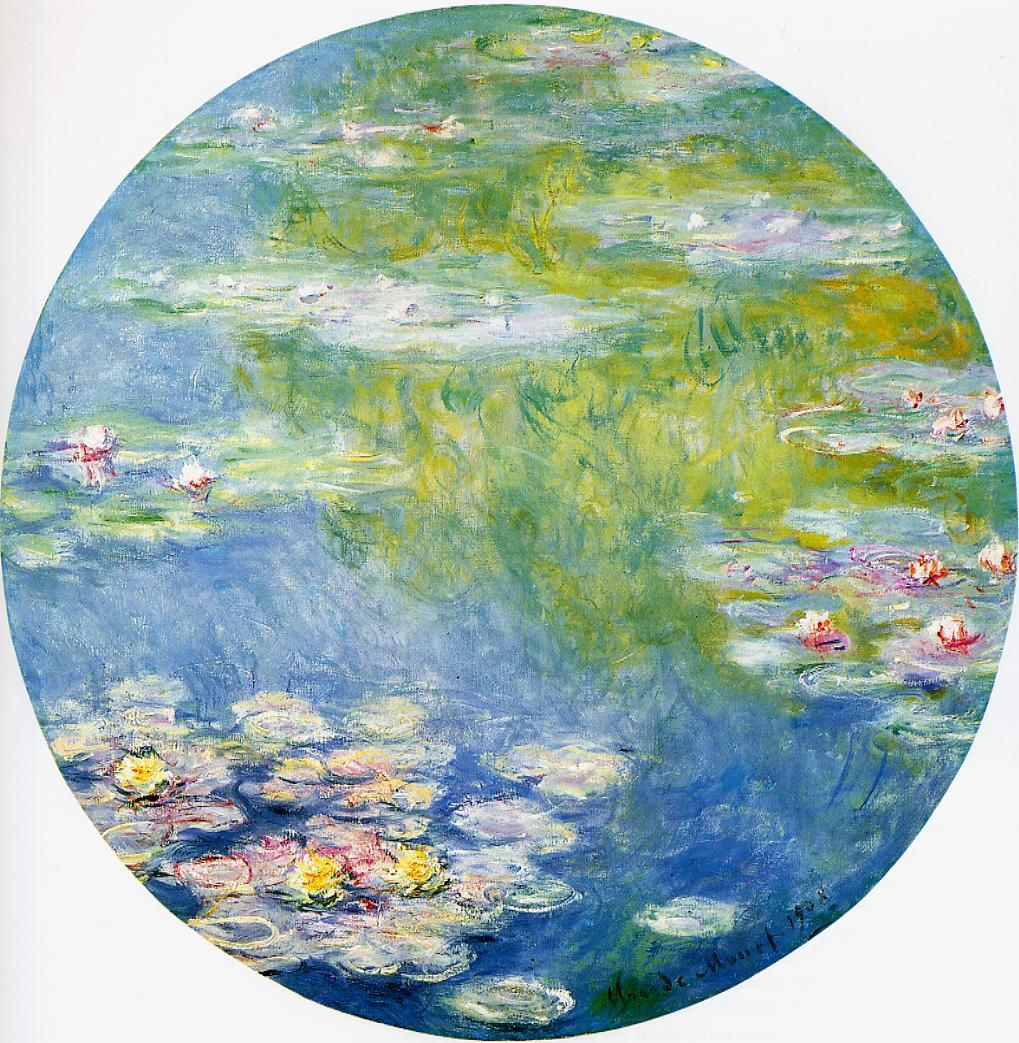
Claude Monet, Nymphéas, 1908.
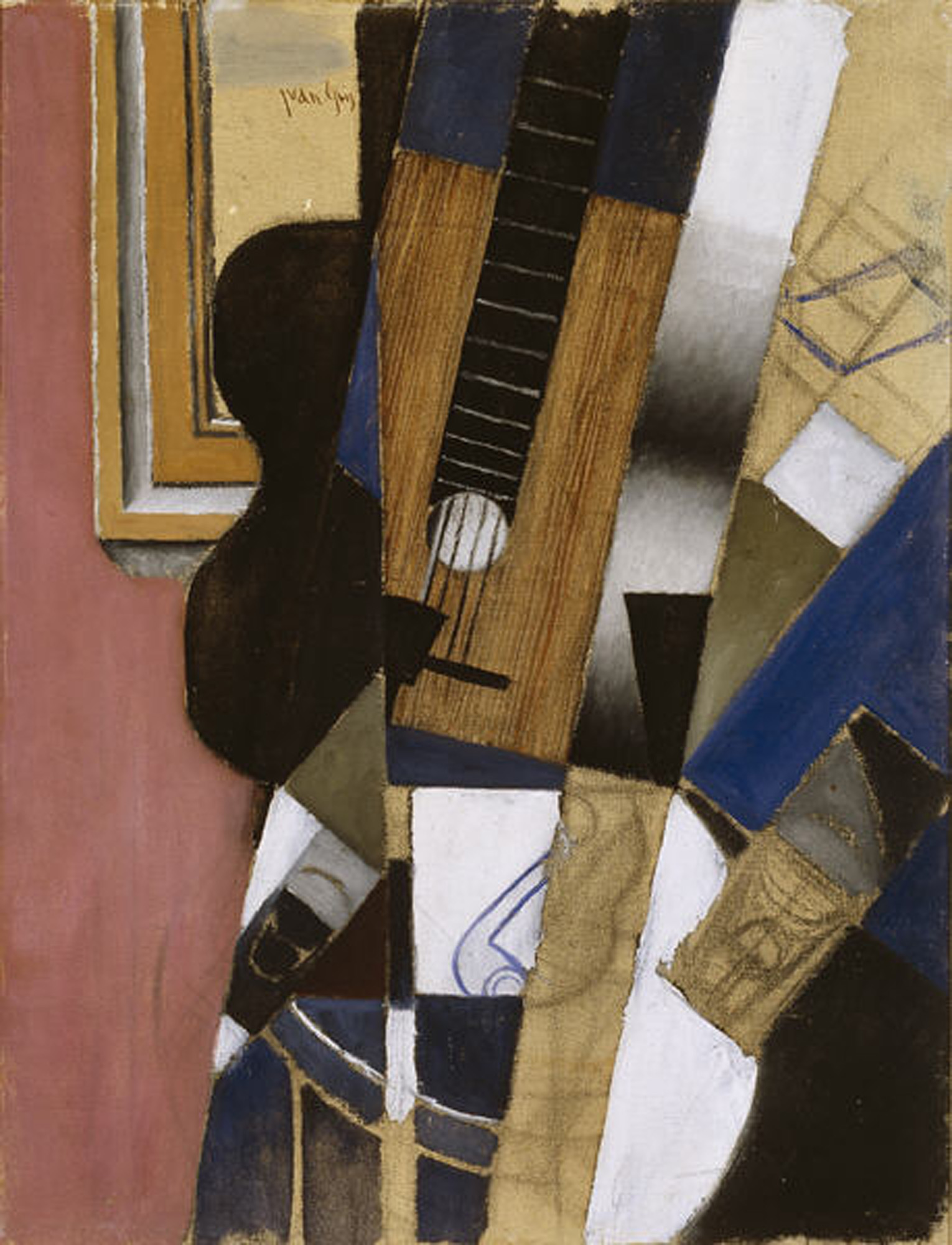
Juan Gris, Guitare et Pipe, 1913.
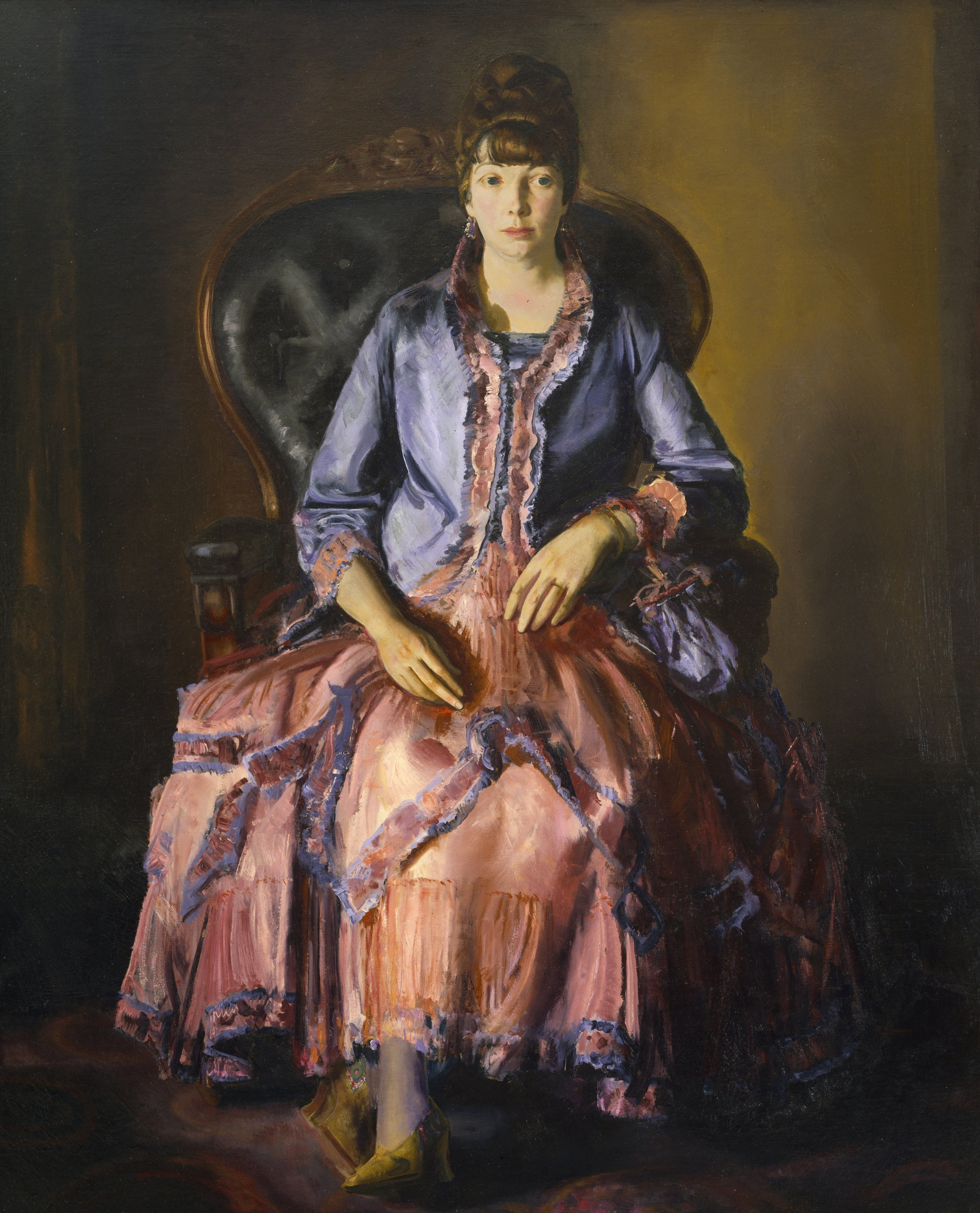
George Bellows, Emma dans une robe violette, 1920-1923.
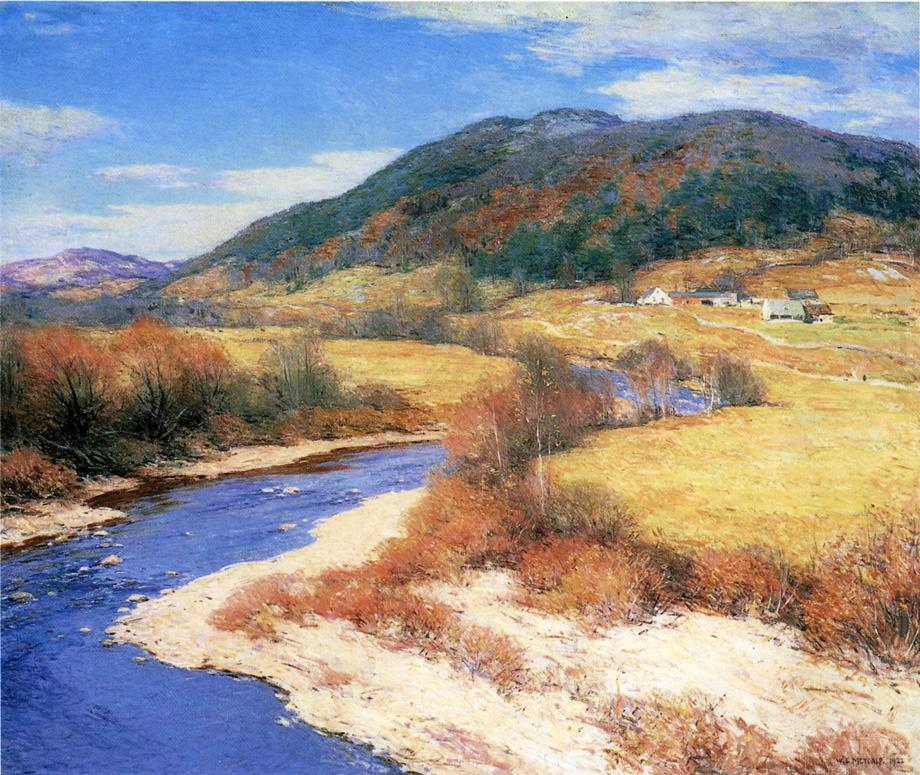
Willard Leroy Metcalf, Été indien, Vermont, 1922.